# ゲリラ雷雨防衛隊
ゲリラ雷雨防衛隊（ゲリラらいうぼうえいたい）とは、株式会社ウェザーニューズの提供するサポーター参加型企画の一つである。主に7月から9月に発生する「局地的大雨」（ゲリラ雷雨、ゲリラ豪雨）の発生を感測し、大雨が降り出す前にメールで知らせるという、気象予測の限界に挑む企画である。

## 概要

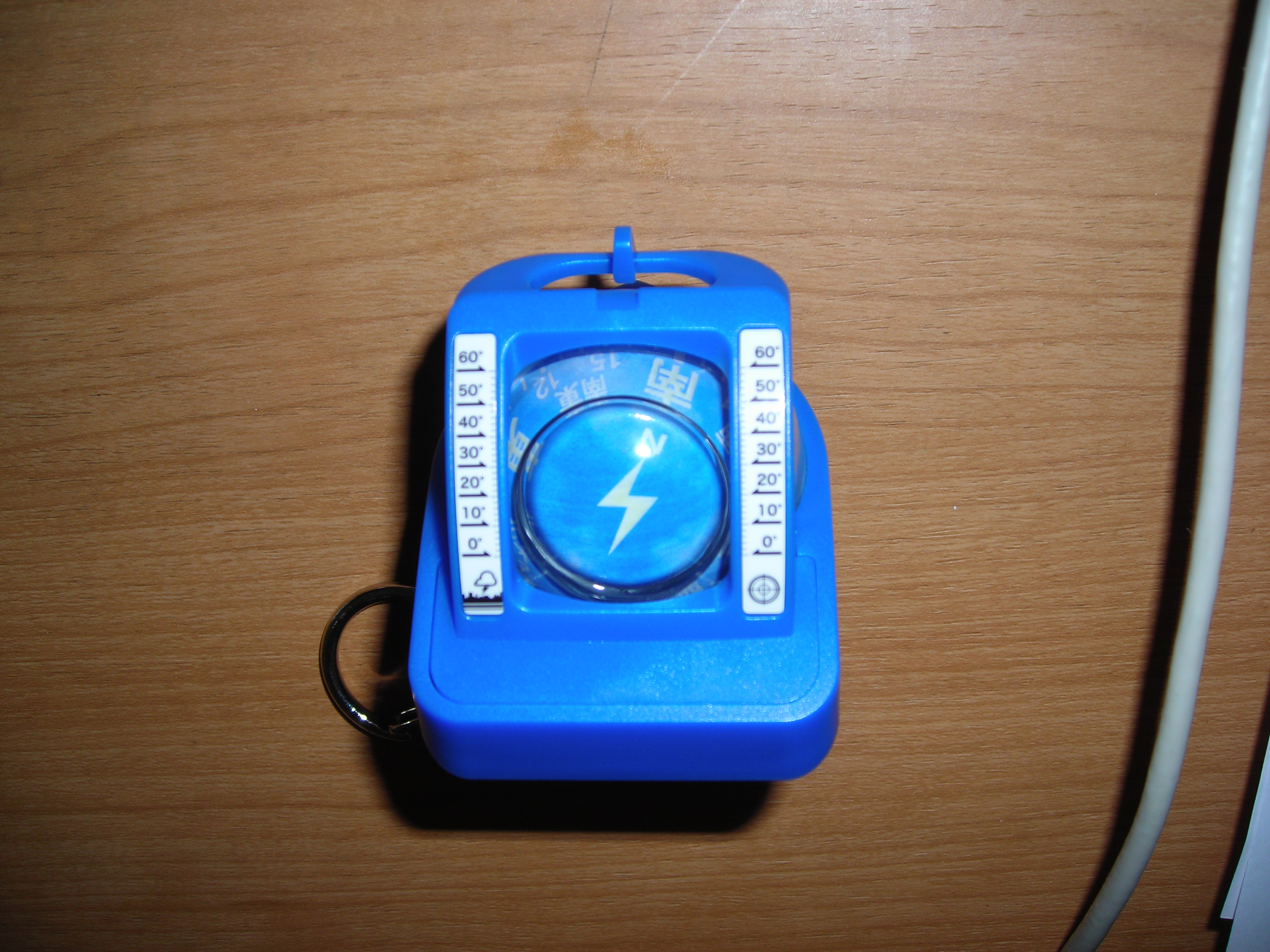
ゲリラ雷雨防衛隊2010入隊記念品（方位磁針。先着2万名まで）

局地的に大雨をもたらす「ゲリラ雷雨」は、主に積乱雲によって引き起こされる。積乱雲が夏場は急速に発達し、短時間で大雨や雷をもたらす。気象庁のレーダでは、高さがある程度高い積乱雲でないとレーダに写らず、雨が降り出してからそれらの発生が分かったり、事前に発生が予測できたとしても、雨が降り出すまでの時間が短く結果として予報が出せないなど、きわめて予測が困難である。結果として以下のような悲惨な死亡事故が発生する要因となっている。
- 2008年（平成20年）
  - 7月28日 - 神戸市灘区の都賀川が大雨により急に増水し、親水公園で遊んでいた者が流されて死亡[1]。
  - 8月5日 - 東京都豊島区雑司ヶ谷の下水道工事中に、下水管内に大量に流れ込んできた大雨による水によって、作業員が流されて死亡[1]。
- 2009年（平成21年）8月19日 - 沖縄県那覇市のガーブ川で、川底で調査をしていた5人が、大雨による鉄砲水で流され4人が死亡[2]。

ウェザーニューズでは、2008年よりサポータ参加型企画の一つとして「ゲリラ雷雨防衛隊」を実施。観測データのほかに、会員から寄せられた周辺の気象状況報告を加味して、ゲリラ雷雨の発生が予想される（事前捕捉できた）場合には、発生前にメールなどで発生を知らせるというものである。

## 実施形態
ウェザーニューズでは、2005年11月よりウェザーリポートとして、同社携帯サイトの有料会員より、周辺の気象状況を報告してもらい、予報精度を向上させる一助としている。2009年時点でレポーター登録者が4万人、1日平均4,000通のレポートが寄せられているが、当企画はその発展系となる。
- 1.同社予報センターに設けられた「ゲリラ雷雨防衛隊本部」で、観測データなどを元に、ゲリラ雷雨の発生が予想される地域を随時分析し、その地区（監視エリア）に居住する参加申し出の有料会員[3]＝「ゲリラ雷雨防衛隊員」に、その旨（監視体制強化）をメール送信。上空の雲などに動きがあった場合など、撮影の上報告するよう依頼する。
- 2.実際に防衛隊員から寄せられた画像や、隊員個人々の体感報告などと、気象庁観測データと、同社で発生予想地に仮設した高頻度小型観測気象レーダー（WITHレーダー）で観測したデータなどを元に、防衛隊本部で分析。
- 3.本部でゲリラ雷雨発生を特定できた場合は、希望の有料会員に向けてメールで、また法人向けには特設ウェブサイトで発生する旨の予告が行われる。また、同社制作の動画番組や、テレビ局向けにも情報を配信している。
- 4.各隊員からの報告は、同社携帯サイトでも掲載されるほか、隊員間の情報共有・交流の場として、隊員限定の携帯サイト掲示板も設けられている。

## 歴史

### 2005年
- 独自気象モデルとして「OWN（Original Weather Numerator）」を開発した。[4]システムをオンプレミス環境で構築し、継続的にサーバー数を増やして増強している。独自気象モデルには、WNIが独自に構築したソラテナなどの気象観測IoT機器のデータも「T-zero」上で気象庁のデータと統合され初期値として取り込まれる。

### 2008年
- 7月30日 - リリース開始。隊員を募集。
- 10月1日 - 解散予定だったが、台風の接近により2008年10月5日になった。リポート数によりウェザーリポートのポイントが最大500ポイントがもらえた。事前捕捉率は76.7%であった[5]。発生を予告する「ゲリラ雷雨メール」送信希望の有料会員は56,542人、報告に参加した隊員は10,936人。

### 2009年
- 7月13日 - リリース開始。隊員を募集。2008年に隊員だった会員には同じ隊員番号が割り当てられた。事前捕捉率90%、死者0を目標とした。希望者は先着2万名まで方位磁針が贈呈された。これは、隊員の報告地点は携帯電話機のGPS機能で特定できるものの、報告される雲の方角などが特定しにくいため、より報告を精細なものとしてもらうために用意された。また、チャットによる情報共有や、PCによるゲリラ雷雨情報も見られるようになった[6]。また、同年より始まった、同社運営の24時間動画生放送SOLiVE24でも、監視体制強化エリアの状況を随時放送した。
- 7月22日 - 「ゲリラ雷雨防衛隊」が、「モバイルプロジェクト・アワード2009」の最優秀賞を受賞した[7]。
- 9月1日 - テレビ朝日の夕方ニュース番組『スーパーJチャンネル』で、地上デジタル放送・ワンセグ放送のデータ放送として、発生予測時にゲリラ雷雨情報を提供（関東エリアのみ、解散まで毎日実施）[8]。
- 9月30日 - 解散。PCによるチャットで解散式が行われた。
- 10月22日 - 事前捕捉率が発表された。全国事前捕捉率は79.5%、人口の多い東京都での事前捕捉率が90.6％に達し、ゲリラ雷雨メールは東京都で平均42.4分前、全国で平均60.7分前に送信できたとしている。メール送信を登録（希望）した有料会員は12万人超。また、法人向けに無料提供された特設情報サイトは、自治体及び建設事業者を中心とした245企業が利用した。最終参加隊員数は、25,884人[9]。また希望隊員2万人までに「サポーターとの夜明け」と題したDVDが送られた。収録内容は「ガイアの夜明け」に取り上げられた（後述）映像のうち、ウェザーニューズに関する部分だけを編集したもので、映像特典ではゲリラ雷雨防衛隊の隊長の真相について明らかになるとされた。なお、DVD送付は隊員からの希望者が少なかったこともあり、後に非隊員のサポーターや、一般ユーザーの希望者にも送られた。

### 2010年
- 7月14日 - リリース開始。隊員を募集。今年も的中率（事前捕捉率）90%、死者0を目標とした。入隊先着2万名まで新型の方位磁針が贈呈された。今年は昨年の機能に加え、いつでもどこでも、監視する雲の方角を特定し、雲の成長の様子をわかりやすく報告できるようにする目的で雲頂の角度を測ることができるようになった。また、今年からはiPhone用天気予報アプリ「ウェザーニュース タッチ」（現・「ウェザーニュース」）でも入隊できるようになった[10]。
- 7月21日 - ゲリラ雷雨の発生を携帯電話に通知する「ゲリラ雷雨メール」とゲリラ雷雨発生の危険性をリアルタイムに表示する「ゲリラ雷雨Ch.」を開始[11]。
- 8月3日 - ゲリラ雷雨発生の危険性がある地域を徹底監視する為、高頻度気象レーダー「WITHレーダー」による観測を開始[12]。
- 8月5日 - 前述の「ゲリラ雷雨Ch.」がBSデジタル放送（独立データ放送）910ch「ウェザーニュース」でも見られるようになった（但し、LANまたは一部のCATV回線による接続が必要）[13]。
- 8月10日 - 前述の「ゲリラ雷雨Ch.」をiPhoneでも見られるようになった[14]。
- 8月17日 - 移動型「WITHレーダー」による観測を近畿エリアでも開始[15]。
- 9月1日 - 同日午前7時からの『ソラマド・モーニング』（SOLiVE24制作）より、テレビ神奈川 (tvk) の地上デジタル放送のデータ放送にて、ゲリラ雷雨情報を同年9月30日の放送終了時まで、終日提供を開始[16][17]。
- 9月30日 - ゲリラ雷雨防衛隊を同日放送の『SOLiVE ムーン』内にて解散[18]。
- 10月7日 - 今シーズンのゲリラ雷雨のまとめを発表。その結果、同防衛隊結成以来初の死亡者ゼロを達成。また、東京都内での事前捕捉率が90.5％で前年に引き続き、9割以上の事前捕捉率を達成、全国では事前捕捉率が平均83.6％でこちらは初の8割以上の事前捕捉率を達成。さらに、「ゲリラ雷雨メール」による事前通知は全国平均で47.1分前に送信できた事を明らかにした。隊員者数については過去最多の31,355人だった[19]。
- 10月25日 - 鹿児島県奄美大島で発生した豪雨災害を受けて急遽、奄美テレビ放送笠利局敷地内にWITHレーダーを仮設置した事を発表。なお、翌日以降に鹿児島県立奄美少年自然の家へ移設する予定[20]。

### 2015年
- ゲリラ雷雨リポートの収集＆分析に使用する自社のデータベースに「NoSQL」方式のビッグデータ処理サーバを導入[21]

### 2020年
- 4月、高解像度OWNの実行基盤としてAmazon社が運用する「AWS ParallelCluster」を採用し導入した。[22]AWSの2つのリージョンに「正系」と「副系」の環境を構築。通常はバージニア北部リージョンの「正系」で処理を行い、それが失敗した場合には東京リージョンの「副系」で再度処理を試みる構成となっている。
- AWS ParallelClusterで計算リソースを大幅増強したことにより、当初の目的だった”15時間先まで10分間隔の予測”を実現した。格子解像度も、従来の1～5kmから250mメッシュへと細かくなっている。

### 2024年
- Google Researchと共同でニューラルネットベースの「MetNet-3」と呼ばれる気象専用AIモデルを基に日本向けの新しい雨量予測システムを開発した。[23][24]このシステムは、熱力学や大気物理を記述する微分方程式に基づく物理シミュレーションではなく、レーダーや光学気象衛星から得られる気象パターンの推移を訓練データとし、入力から出力への複雑な変換をバックプロパゲーションによって学習された畳み込みLSTMによって大気の状態を予測する。

## WITHレーダー
WITHレーダーとは、従来の雨雲レーダーでは捉えることのできない、対流圏下層（上空2km以下）の現象を捕捉できる小型レーダーである。
WITHレーダーには、固定型と移動型（専用車搭載型）の2つの種類があり、固定型は首都圏や関西圏・NEXCO西日本の営業エリア を中心に全国31台（2010年8月3日現在）配置され、移動型は必要に応じて出動できる状態になっている。ウェザーニューズでは、通称「CASAプロジェクト」として、将来的には全国100ヵ所以上に固定型WITHレーダーを配置するほか、2010年2月10日に文部科学省から譲渡された三代目南極観測船初代しらせにも設置し、首都圏のゲリラ雷雨や突風などをリアルタイムに観測、情報発信していく計画である。
WITHレーダーは、従来の雨雲レーダと比較して以下のような違いがある。
- 上空2km以下の現象を捕捉できる。

（従来のレーダーでも、データの抽出部分を変えることによって任意の高度の平面図を得られる。実際に、民間気象会社などに配信されている気象庁レーダーのエコーデータからは、一般的な2km以外の高度のデータも作成されている。なお、WITHレーダーでは、スキャンの仰角が固定されていて、レーダー近傍と遠方とで観測高度が大きく異なるため、観測結果の利用には注意が必要である）
- 雨雲の移動速度、移動方向が捕捉可能である。

（気象レーダーにおけるドップラー速度の観測機能は、日米の気象当局が1990年代から現業利用を始めるなど、WITHレーダー出現前から広く普及しており、2010年時点ですでに新規性のある技術ではない）
- 従来型のレーダーの更新頻度が300秒毎であったのに対し、更新頻度が6秒毎に短縮されている。

（比較対象と思われる気象庁レーダーが、600秒間にアンテナの仰角を変えながら28回前後の全周スキャンを行う（1シークェンス中に2回データを作成する）のに対し、WITHレーダーは、6秒間に仰角固定の120°水平スキャンと所定方向の垂直スキャン（60°？）を各１回行うだけであり、観測方法自体が全く異なる。また、両者の分解能（ビーム幅）及び探知距離には数倍の差があるため、所要時間だけでの単純な比較は無意味である）
- 地面に対して水平方向のスキャニングで雨雲の位置を把握するだけではなく、垂直方向のスキャニングで雲高を把握したり、降雨の有無を確認することが可能である。

（上記のとおり、一般的な気象レーダーは、仰角を変えながらアンテナを回転させて概ね扇形回転体内の空間を立体的にスキャンし、広範囲に雲の垂直方向の広がりや内部構造を把握する。一方、WITHレーダーは、衛星画像や他のレーダーの観測結果などから当たりをつけた領域の集中捜索を行うのが本来の用法であり、役割の違いと性能の差を混同すべきではない）

現在、2020年までの首都圏全域配備を目指して、WITHレーダーの後継となる「EAGLEレーダー」の開発を進めている（オクラホマ大学やNanowave社との共同開発）。
3次元且つ360°全方位を高速スキャン可能な新型マルチビームレーダーである。
また、東京五輪を見据え、筑波大学と共同でドローンによる観測値を使った都市気象予測モデルの開発も計画している。
2022年11月、日本政府はEAGLEレーダーをウェザーニューズから提供してもらった上で同レーダーを主にアジア太平洋地域の途上国における異常気象の早期警戒システムに活用する方針であることを同月にエジプト・シャルムエルシェイクで開催された国連気候変動枠組み条約第27回締約国会議（COP27）において、環境大臣の西村明宏が明らかにした。

## AI(人工知能)の活用
ゲリラ雷雨防衛隊本部こと予報センター(本社)では、様々なAIシステムを活用し、ゲリラ雷雨の予測精度を高めようとしている。
- ひまわり8号から得られる高解像度可視画像データを基に、初期の雲システムを早期検知することができるAI(画像認識)を導入[32]

- リポーターから得られる雲写真、地上風の収束度合、大気の安定度(SSI)、水蒸気量などを統合し解析できる「KN-Expert by LAPLACE」を導入

これによって危険なエリアの算出が可能になり、次に積乱雲が発生しそうな場所を特定することができる
- 2017年7月、1kmメッシュの高解像度及び5分ごとの高頻度更新を可能にする気象分布表現モデルを開発[33]。計算量として従来比1800倍である

- 2018年6月、250mメッシュの解像度で3時間先までの雨雲の動きを機械学習で予測する雨雲レーダーの新機能を開発[34]

過去の雨雲レーダーエコーを画像としてAIに学習させ、雲の移動や衰退を微積分的に計算するのではなく、ベイズ統計的に計算することを可能にした
- スマートフォンで雲を撮影した際に、積乱雲の発達度合を端末側で解析できる「ゲリラ雷雨スカウター(AR)」をアプリに導入済みである[35]

2020年以降、線状降水帯の発生条件が揃ったかどうかを診断する統合可視化ツールを導入。また、クラスタリングを使用し複数の演算結果の中から最適な表現を検索し選び出す確率補正AIを長期予測「COMPASS」及び「CHORUS」として導入。
2025年01月30日、アプリ上に大規模言語モデルを活用した「お天気エージェント」をPro会員向けとして実装した。回答の際にはウェザーニューズが持つ詳細な気象情報データベースと気象庁からの警報情報が最大限に活用される。
2025年7月より、全国に2,500台を展開する小型ライブカメラ「ソラカメ」の映像に積乱雲や雲低のAI判定アルゴリズムを導入。

## 主な報道での取り上げ
2008年12月1日に「現代用語の基礎知識選『ユーキャン新語・流行語大賞』」トップ10に選出（ウェザーニューズが受賞対象者とされた） された影響などもあり、ほとんどのマスメディアでは局地的大雨の事を「ゲリラ豪雨」と称して報道しているため、ゲリラ雷雨防衛隊を各ニュース・情報番組内で紹介する際は同一ニュース内で局地的大雨の呼称が異なるという事態が発生している。ちなみに2010年8月20日放送の『みのもんたの朝ズバッ!』（TBS系列）で紹介した際に放送当日付の東京ニュース通信社テレビ・ラジオ欄（番組表）では同防衛隊の事を「ゲリラ豪雨防衛隊?」 として、読売新聞・産経新聞などの契約新聞各社に配信・掲載した（当然ながら、番組本編では「ゲリラ雷雨防衛隊」として紹介・放送した）。
- 2009年8月5日 - ゆうどきネットワーク（NHK総合テレビ） - 7月27日発生の竜巻に際して。
- 2009年8月18日 - ガイアの夜明け（テレビ東京系列・BSジャパンなど） - 命を守る気象情報
- 2009年10月1日 - スーパーモーニング（テレビ朝日系列・山梨放送・北日本放送・四国放送・高知放送） - 密着48時間
- 2009年10月13日 - スーパーJチャンネル（テレビ朝日系列） - 台風18号通過時の舞台裏
- 2010年6月26日 - ニッポンの防災を問う〜気象革命への挑戦〜（BS朝日）
- 2010年8月9日 - BSフジLIVE プライムニュース（BSフジ） - 徹底検証!ゲリラ豪雨 最新予測法と防災対策
- 2010年8月11日 - Nスタ（TBS） - 巨大ビルが突然変形?防衛隊も現場に出動!（関東ローカル）
- 2010年8月20日 - みのもんたの朝ズバッ!（TBS系列） - ニュース目のつけドコロ
- 2010年8月20日 - 報道ステーション（テレビ朝日系列） - 「ゲリラ豪雨」情報がビジネスに
- 2010年9月18日 - 報道発 ドキュメンタリ宣言〜総力取材 異常気象スペシャル〜（テレビ朝日系列）
- 2010年9月19日 - Mr.サンデー（フジテレビ・関西テレビ系列）
- 2010年9月28日 - 教えてMr.ニュース 池上彰のそうなんだニッポン（フジテレビ系列）